# Cプロデュース
株式会社Cプロデュース（英: C-produce Corporation）は、東京都中央区を拠点にしている、コールセンター専門コンサルティング会社である。

## 沿革
- 2004年4月 - 大木伸之、吉沢晴美により有限会社Cプロデュースとして設立。株式会社ウィズと業務提携。
- 2005年
  - 4月 - 社団法人日本コールセンター協会（CCAJ。旧：日本テレマーケティング協会）に加盟。
  - 10月 - JTA（現・一般社団法人日本コールセンター協会＝CCAJ）にて、事業委員、情報調査委員、人材育成委員として活動を開始。
- 2006年10月 - 商号を株式会社Cプロデュースに変更。
- 2009年1月 - 有料職業紹介事業開始。
- 2011年2月 - 「Marketing Group」に参加。
- 2012年9月 - バックオフィス（所在地）を東京都中央区日本橋人形町に移転。
- 2013年4月 - ラボ・センターを新設。

## 事業内容
- コールセンター専門コンサルティング会社のCプロデュース。
- コールセンターの品質管理、研修、設計構築、運用改善、セミナー（東京／全国対応）

## 拠点
- 本社オフィス - 東京都中央区日本橋人形町3-3-10日本橋TECビル7Ｆ